# Hövej
Hövej là một thị trấn thuộc hạt Győr-Moson-Sopron, Hungary. Thị trấn này có diện tích 8,52 km², dân số năm 2010 là 317 người, mật độ 37 người/km².